# Les Petits Lapins joyeux
Pour plus de détails, voir Fiche technique et Distribution.
Les Petits Lapins joyeux (Funny Little Bunnies) est un court métrage d'animation américain de la série des Silly Symphonies réalisé par Walt Disney, pour United Artists, sorti le 24 mars 1934.

## Synopsis
Dans un vallon enchanté, des lapins anthropomorphique préparent la fête de Pâques en décorant des œufs...

## Fiche technique
- Titre original : Funny Little Bunnies
- Autres titres[1] :
  - Allemagne : Im Tal der Osterhasen
  - France : Les Petits Lapins joyeux
  - Suède : Och jula vara skall till påska!
- Série : Silly Symphonies
- Réalisateur : Wilfred Jackson
- Voix[2] : Mary Moder, Dorothy Reitherman, Florence Gill (poules)
- Animateurs[2] :
  - équipe principale : Cy Young, Ugo D'Orsi, Louie Schmitt, Leonard Sebring, Dick Lundy, Dick Huemer, Art Babbitt, Ham Luske
  - équipe de Ben Sharpsteen : Archie Robin, Joe D'Igalo, Ed Smith, Wolfgang Reitherman
- Layout : Hugh Hennessy
- Producteur : Walt Disney
- Société de production : Walt Disney Productions
- Distributeur : United Artists, RKO Radio Pictures
- Dates de sortie : 24 mars 1934[1],[3]
  - Date annoncée[2] : 24 mars 1934
  - Dépôt de copyright : 12 mars 1934
  - Première à New York : 29 mars au 11 avril 1934 au Radio City Music Hall en première partie de Wild Cargo d'Armand Denis
  - Première à Los Angeles : 6 avril 1934 au Grauman's United Artists en première partie de Looking for Trouble de William A. Wellman
- Format d'image : Couleur (Technicolor[1])
- Son : Mono (RCA Sound System[1])
- Durée : 7 min 9 s
- Musiques originales[2] :
  - Générique : Frank Churchill
  - thème See the Funny Little Bunnies de Frank Churchill et paroles de Larry Morey
  - Autres musiques : Leigh Harline
- Langue : (en)
- Pays de production :  États-Unis

## Récompenses
- Médaille d'or du meilleur dessin animé au Festival de Venise 1934.

## Commentaires
Ce film est le seul produit par Walt Disney lié aux œufs de Pâques.
On peut noter la première participation de Wolfgang Reitherman à une Silly Symphony,, ainsi que celle de Florence Gill, voix de nombreuses poules des studios Disney.